# Placopecten magellanicus
Genre
Espèce
Le pétoncle géant (ou peigne hauturier) est un pectinidé comestible, qui vit dans l'Atlantique Nord-Ouest, de Terre-Neuve à la Caroline du Nord. On en consomme la noix (muscle adducteur) et éventuellement le corail (gonade). En France, la noix peut être désignée sous le terme noix de Saint-Jacques du Canada.
Au Canada, il est surtout pêché en Nouvelle-Écosse et sur le Banc George à la frontière maritime avec les États-Unis. La ville de Digby en a fait son activité principale. Aux États-Unis, on pêche aussi sur le Banc George, et jusqu'en Caroline du Nord.
Il a la forme typique des Pectinidae dont s'est inspirée la compagnie pétrolière Shell pour son logo.
Sa coquille atteint souvent plus de 15 cm de diamètre et le muscle, la noix, plus de 5 cm de diamètre.

## Pêche
Au Canada, les pétoncles géants sont pêchés à 95 % en Nouvelle-Écosse par des bateaux spécifiques (dragues) qui ramassent les pétoncles sur le fond marin. Les pétoncles sont ensuite décoquillés pour ne garder que les noix et éventuellement le corail (bicolore). Cette opération peut être réalisée sur le bateau et être suivie immédiatement d'une surgélation IQF, ce qui en fait un produit de grande qualité.
En Nouvelle-Écosse, il y a deux pêcheries importantes, la pêcherie hauturière (principalement sur les bancs George et Brown), et celle de la Baie de Fundy. Il y a aussi des pêcheries côtières beaucoup plus petites sur la côte atlantique et dans le Golfe du Saint-Laurent. La pêche hauturière a reçu en 2010 une certification environnementale MSC.
Les statistiques (tous pétoncles confondus) font état de débarquements de 59 850 tonnes au Canada atlantique en 2011.
Les noix de pétoncles sont exportées dans le monde entier et particulièrement vers les marchés américains, français, anglais, de Taïwan et de Hong-Kong. Certains marchés comme le marché français peuvent demander des noix avec corail, mais l'essentiel de la commercialisation concerne les noix surgelées sans corail.

## Aquaculture
L'élevage de pétoncles d'autres espèces est très développé dans les pays asiatiques notamment le Japon, de là viennent différentes méthodes d'élevages comme les paniers-lanternes, les perl nets et les boucles d'oreilles.

Au Canada des développements sont en cours,.

## Cuisine
La noix de pétoncle, ou pétoncle, est en forme de cylindre, faite de fibres parallèles, tendres sous la dent. Le pétoncle frais est délicieux cru, comme dans les sushis où il livre un goût sucré, ou mariné, comme dans le ceviche, ou encore doré à la poêle, où il exige une brève cuisson seulement. On le sert aussi pané, en brochette ou dans les pâtés aux fruits de mer. Le pétoncle s'accompagne de sauces ou vinaigrettes. La noix peut aussi être servie en plat principal, en restauration.